# 田中谦介
田中谦介（日语：田中 謙介，1969年—），笔名minatoku，日本游戏制作人，代表董事，董事，同人社团“C2机关”主管。曾為角川游戏所属制作人，因其参与制作的网页游戏《舰队Collection》而知名。

## 简介
田中谦介毕业于庆应义塾大学理工学部机械工学科，曾经在电通、史克威尔等公司任职，参与过《最终幻想X》等游戏的制作。
关于《舰队Collection》，田中在接受《Fami通》采访时表示，最初考虑的只是做一个舰船萌擬人化的同人志，被在DMM.com工作的友人鼓励之后，最终变成了网页游戏的企划。早期的制作组成员只有10人不到，游戏的主要画师基本是“C2机关”中的画师，由良、白露、時雨、村雨和夕立的声优谷边由美也是该社团成员。田中本人除担任游戏主创外，还负责了游戏模式、数据、角色台词、图鉴文字等的设定，运营初期的游戏客服也是田中亲自担当，动画歌曲中也有相当一部分由田中本人以“minatoku”的名义填词。
曾為角川游戏所属制作人，《舰队Collection改》發售前離職。
之後在2011年設立，擔任《舰队Collection》的開發與運營。

## 参与制作的游戏
- 最终幻想X
- 最终幻想XI
- 最终幻想XIII
- 舰队Collection（制作人）
- NAtURAL DOCtRINE（英语：Natural Doctrine）（制作人、原作）